# مانويل سيلفا (مدرب كرة سلة)
مانويل سيلفا هو مدرب كرة سلة أنغولي، ولد في 27 أبريل 1968 في لواندا في أنغولا.